# Mazono
Mazono är en ort i Mexiko.   Den ligger i kommunen Tapalapa och delstaten Chiapas, i den sydöstra delen av landet, 700 km öster om huvudstaden Mexico City. Mazono ligger 1 256 meter över havet och antalet invånare är 410.
Terrängen runt Mazono är varierad. Runt Mazono är det ganska tätbefolkat, med 90 invånare per kvadratkilometer. Närmaste större samhälle är Ocotepec, 5,7 km sydväst om Mazono. I omgivningarna runt Mazono växer i huvudsak städsegrön lövskog.